# Сампсониевское
Сампсо́ниевское (полное официальное наименование: Муниципальное образование муниципальный округ Сампсониевское) — муниципальный округ (МО) № 12 в составе Выборгского района Санкт-Петербурга, занимающий южную часть района. Администрация МО располагается в здании Администрации Выборгского района на Б. Сампсониевском пр., д.86. Городской закон о формировании органов местного самоуправления и выборах в них был принят в 1997г., но выборы того года признаны во внутригородских округах несостоявшимися из-за низкой явки избирателей, и только выборы 1998г. привели к формированию муниципальных советов.
Перечень и границы городских районов и округов внутри районов был утвержден законом Санкт-Петербурга от 2005 г.

## Расположение

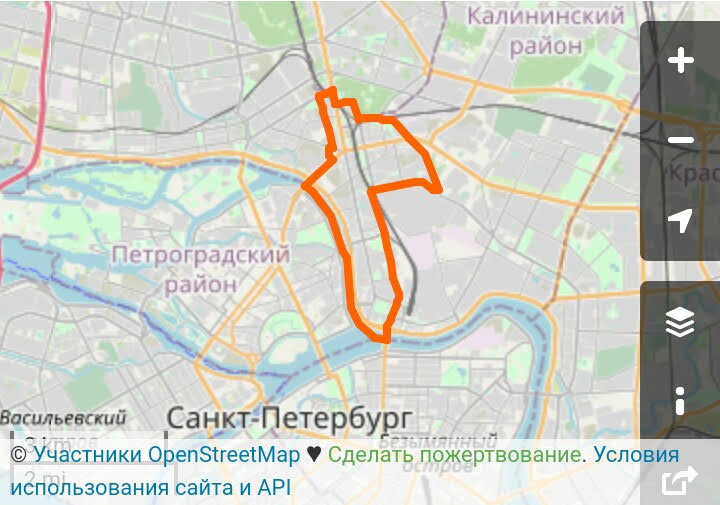
Границы округа на [https://www.openstreetmap.org/relation/1138534 openstreetmap

Сампсониевский муниципальный округ ограничивают линии улиц, набережных и проспектов: Выборгской и Пироговской набережных, улицы Академика Лебедева, Лесного проспекта, Литовской улицы, Полюстровского проспекта, улицы Карбышева, Институтского переулка, Большого Сампсониевского проспекта, Сердобольской, Студенческой, Белоостровской и Кантемировской улиц.

## Описание

### Начало истории

#### Выборгский тракт и Северная война
Округ создан в исторически более старой по сохранившейся застройке части северного Выборгского района города, входившей в ядро промышленной правобережной Выборгской стороны с XVIII века. Центральной магистралью округа и всего района является Большой Сампсониевский проспект (в Советское время называвшийся проспектом Карла Маркса), переходящий в проспект Энгельса и являвшийся частью старинного пути на Выборг, входивший до побед Петра I в Северной войне в Шведскую империю. Победоносное для России окончание этой войны дал возможность разносторонне развивать её новую столицу, в том числе правобережье дельты Невы.

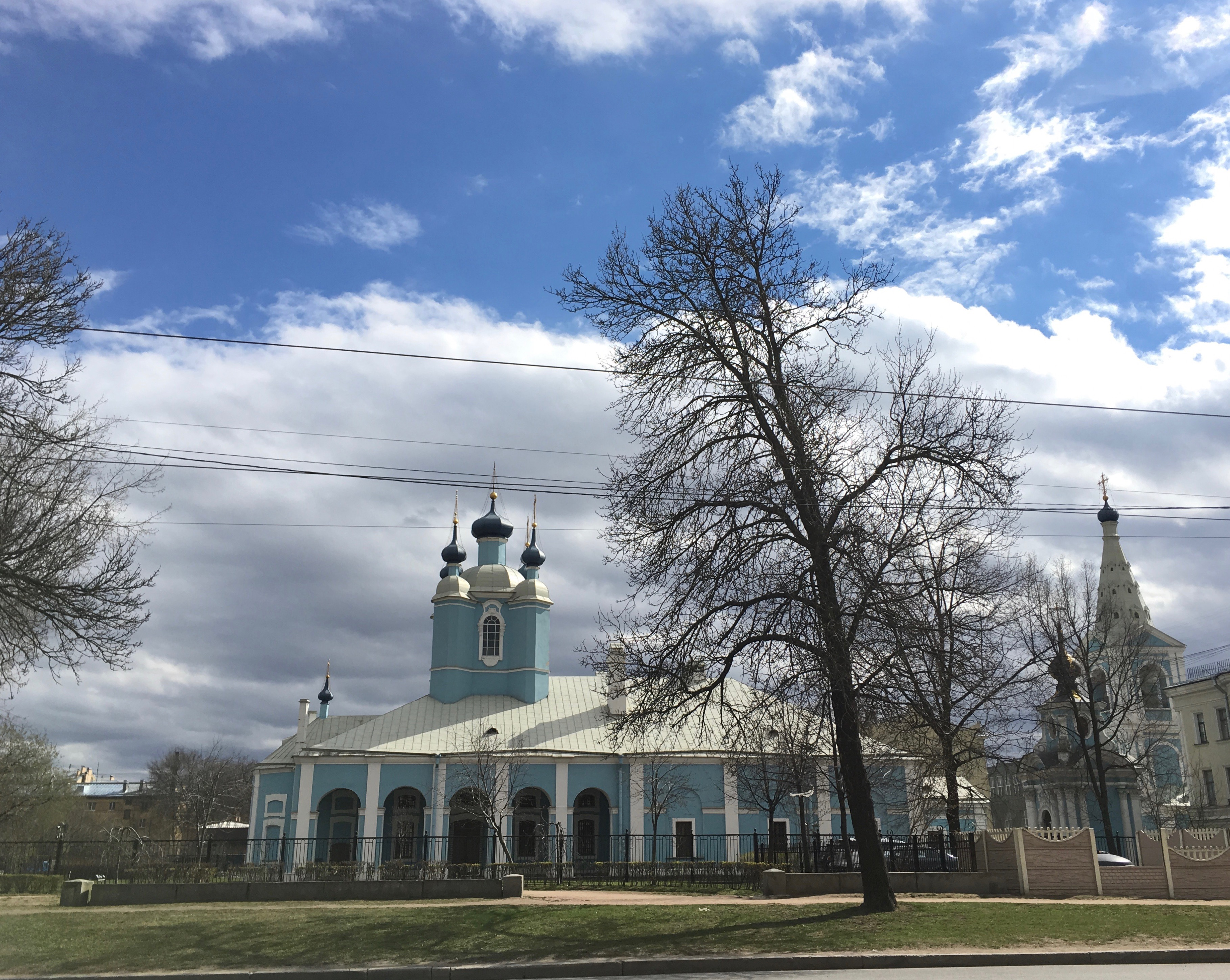
Сампсониевский собор

#### Сампсониевские собор и кладбище
Решительная победа русской армии над шведской под городом Полтава (на территории современной Украины) пришлась на день, отмечаемый Русской православной церковью как день святого Сампсония Странноприимца. В ознаменование победы в честь святого был построен Сампсониевский собор, а проходящая перед ним и отходящая от него к Выборгской набережной рукава Невы реки Большая Невка улицы названы Большой Сампсониевский проспект и Малый Сампсониевский проспект. В постсоветское время от них получил своё название и муниципальный округ Муниципальное образование (МО) «Сампсониевское». На гербе МО изображён «юноша, раздирающий пасть зажатого у него между ног золотого идущего и обернувшегося льва», и этот символ победы над Швецией отображает не деяние мирного врачевателя Святого Сампсония Странноприимца, а один из подвигов ветхозаветного богатыря Самсона, тот же сюжет с которым в честь той же победы запечатлен в центральной скульптурной группе «Фонтан „Самсон, раздирающий пасть льва“» Большого каскада Петергофа.
Гостеприимный и веротерпимый же характер Сампсония Странноприимца позволил основать при соборе в том же XVIII веке кладбище, где нашли последний приют не только православные верующие, но и инославные западнохристианских конфессий, среди которых были первые архитекторы Петербурга: Доменико Трезини, Андреас Шлютер, Г.-И. Маттарнови, Ж.-Б. Леблон и Н. Гербель. Здесь же были похоронены скульптор Б. К. Растрелли, первый президент Академии наук Л. Л. Блюментрост, живописцы Л. Каравак, Г. Гроот и С. Торелли, фельдмаршал Б. К. Миних, Христиан Гольдбах. Места захоронения большинства были утрачены, часть территории за собором превращена в общедоступный сад (ныне также Сампсониевский, в советское время — Сад имени Карла Маркса), а часть застроена.
На территории сада память зодчих была уже в новой России увековечена мемориальной гранитной аркой с бронзовыми атрибутами их профессии и напоминанием о скоротечности жизни — монументом «Первостроителям Санкт-Петербурга» авторства Михаила Шемякина. Памятник был поврежден вандалами, в результате чего его бронзовые элементы были утрачены. На кладбище сохранился памятник казненным участникам заговора времен Анны Иоанновны. Сам собор является музеем — одним из четырех соборов в составе Государственного музея-заповедника «Исаакиевский собор».

### Жилая и промышленная застройка
Вдоль Б. Сампсониевского проспекта и Выборгской набережной в XVIII и XIX веках развивалась промышленная застройка, часть которой сопровождалась строительством по соседству жилья: особняков владельцев заводов и многоквартирных домов для рабочих (например, особняки Нобелей и «Нобелевский городок» для рабочих).
После Октябрьской революции 1917 г. частные предприятия были национализированы, продолжили работу и получили новые названия; так, машиностроительный завод «Новый Лесснер» стал заводом имени Карла Маркса.
Строительство жилья для работников местных предприятий и учреждений продолжилось в 1930-е годы: на Лесном проспекте были возведены конструктивистские Батенинский и Бабуринский жилмассивы для рабочих, а также более технически оснащенный Дом специалистов. Комплексный характер застройки рабочих кварталов был призван компенсировать недостаток удобств в самом жилом секторе: одновременно со строительством жилых корпусов возводились Выборгский универмаг, Батенинский банно-прачечный комбинат и Выборгская фабрика-кухня.
Промышленное строительство продолжалось во второй половине XX века возведением современных предприятий, в частности электронной отрасли — к примеру, вдоль западной половины Кантемировской ул. («Северная заря», НИИ «Рубин», «Интелтех», «Вектор»).

### Постсоветское время
Они большей частью работают до сих пор, в отличие от многих машиностроительных заводов и фабрик, имевших более длинную историю: «Новый Лесснер» > головной завод Ленинградского машиностроительного объединения имени Карла Маркса (производство текстильных машин), «Эриксон» > «Красная заря» (аппаратура связи); кондитерская фабрика «Георг Ландрин» > фабрика имени Микояна > кондитерский комбинат «Азарт» снесены под новую жилую застройку или (здания «Эриксон», КБСМ, проектной части ОНПО «Пластполимер») переоборудованы под бизнес-центры. Такая же участь квартала, занятого на начало лета 2020 г. зданиями находившегося там ранее головного завода объединения по производству авиационных двигателей имени академика В. Я. Климова (ОАО Климов); завод, начинавший свою историю как автомобильный «Русский Рено», выехал из зданий между Кантемировской улицей, железной дорогой, улицей Александра Матросова и Большим Сампсониевским проспектом и с площадки на Белоостровской улице неподалёку на окраину города в дальнюю часть Приморского района. Конструкторское бюро специального машиностроения выведено в Невский район. Располагавшийся рядом с округом и Лесным проспектом Петербургский трамвайно-механический завод (ранее Ленинградский завод по ремонту городского электрического транспорта, делавший почти все трамваи, ходившие в Ленинграде) давно обанкрочен будет тоже застроен жильём. Часть исторической застройки девелоперы обещали сохранить.
Новое строительство меняет облик района; появляются стили хайтек и хаотизм. Перспективу Кантемировской улицы с востока в 2014 г. замкнули высотные жилые дома по Кушелевской дороге на землях, ранее принадлежавших военному ведомству.

### Высшие учебные заведения, их социальная инфраструктура и спорт
В округе находится несколько имеющих давнюю историю высших учебных заведений, в том числе военных и медицинских. В его южной части большую территорию занимает комплекс клиник и иных зданий Военно-медицинской академии (ВМедА или ВМА). Севернее по Большому Сампсониевскому пр. находится Военный институт физической культуры (ВИФК) в старинных зданиях казарм Московского (Литовского) полка (по ним названы Литовская и Новолитовская улицы), к которым в последней трети XX века были добавлены современные жилые и спортивные объекты. К северу по соседству с ВИФК находится Педиатрический университет, также располагающий на своей территории комплексом как старинных, так и новых и новейших зданий. Ранее он был академией, а до того в течение большей части XX века Педиатрическим институтом, название которого пришло на смену Институту охраны материнства и младенчества. Институт располагает на территории района несколькими студенческими и аспирантскими общежитиями, два из которых находятся в пределах МО, в частности в составе одного из двух городских межвузовских студенческих городков.
Студенческий городок, находящийся в округе, занимает два квартала между Лесным пр. и ул. Харченко, ул. Капитана Воронина и Кантемировской ул. Бо́льшая часть его жилых корпусов постройки 30-50-х гг. исторически отведена Политехническому университету (СПБГТУ, в Советское время — ЛПИ им. М. И. Калинина), но есть и общежития педиатров и студентов Инженерно-экономического университета (ИНЖЭКОН), объединённого ныне с Университетом экономики и финансов (ФИНЭК) и Государственным университетом сервиса и экономики (ГУСЭ) в ГУЭФ. Отдельно стоящее здание культурно-досугового центра городка предоставляло в советское время студентам услуги питания, отдыха, клубной работы и почтовой связи, а в последние десятилетия используется выставочным объединением «Сивел» в качестве культурно-выставочного центра «Евразия». В нём также работает независимый театр-студия «Глагол». В соседнем встроенно-пристроенном к общежитию помещении был клуб Политехнического института с кинотеатром, в 1990-е годы становившийся рок-клубом, а затем вернувший себе статус студенческого досугового центра. На части территории городка есть открытая спортплощадка, а рядом с ней — небольшой капитальный спорткомплекс с залами как для силовых видов спорта, так и для шахмат и шашек, занятия по которым проводит Шахматно-шашечный клуб им. М. М. Ботвинника при кафедре физической культуры и спорта Политехнического университета. Спортивные программы для детей и молодёжи предлагают и негосударственные организации, такие как местное отделение YMCA — Санкт-Петербургская общественная организация «Союз Молодёжи и Семьи — ИМКА-Лесная».
Ещё севернее Институтский переулок и одноимённый проспект своими названиями отмечают окруженный парком — собственным ботаническим садом — комплекс зданий Лесного института, ныне Лесотехнического университета (в Советское время — Лесотехнической академии им. Кирова, ЛТА). Название Студенческой ул. на границе с Приморским районом также оправдано расположением на ней ряда общежитий вузов, в том числе СПБГЭТУ (ЛЭТИ).

### Постсоветский период
Промышленные предприятия на территории МО также располагали или располагают рядом спортивных сооружений (напр. стадион объединения им. В. Я. Климова на Кантемировской ул.), но в связи с передислокацией или другими изменениями статуса предприятий меняется статус и их объектов социально-культурного назначения. Так, соседний с Сампсониевским собором Дом культуры им. 1 мая для работников окрестных фабрик, ставший в постсоветское время ДК «Первомайский», в последнее десятилетие стал районным Домом молодёжи «Форпост», имеющим филиал в виде бывшего дворового подростково-молодёжного клуба при ЖЭК.

#### Бизнес-центры в бывших заводах и проекты жилой застройки территорий, освобождаемых от промышленности
В округе располагается значительное количество бизнес-центров, образовавшихся за два последних десятилетия, главным образом, в ходе реконструкции зданий закрывшихся, сокращенных или переведенных на новые площадки у городской черты и за ней промышленных предприятий: бизнес-центры «Гренадерский», «Мармара», «Петровский форт», «Лесная», «Нобель» и др. Длительное время деловая активность в районе являлась причиной высокой загруженности здешних транспортных магистралей. Данная проблема была частично решена постройкой развязки у Литейного моста.
Существуют проекты освобождения территорий, занимаемых в МО такими предприятиями как ОАО «Климов» и КБСМ с последующей жилой застройкой. Производственные мощности при этом перебазируются на другие имеющиеся площадки (у ОАО «Климов» их собственная в Шувалове, у КБСМ — объединённое производство концерна ПВО «Алмаз-Антей» на территории Обуховского завода).

#### Новое жилищное строительство
Жилищное строительство в округе возобновилось в постсоветские годы в виде отдельных пятен уплотнительной застройки многоэтажными домами близ существующей (за домом 37 по Лесному пр.) или на месте прежней (двухэтажного здания на углу ул. Капитана Воронина и Лесного пр.), в том числе промышленной (территория бывшего Батенинского банно-прачечного комбината).

## Население
| 2002    | 2010    | 2012    | 2013    | 2014    | 2015    | 2016    | 2017    | 2018    |
| ------- | ------- | ------- | ------- | ------- | ------- | ------- | ------- | ------- |
| 39 250  | ↗39 318 | ↗39 788 | ↗39 822 | ↗40 397 | ↗40 871 | ↗41 330 | ↗41 690 | ↘41 653 |
| 2019    | 2020    | 2021    | 2023    | 2024    | 2025    |         |         |         |
| ↗41 880 | ↘41 561 | ↘38 919 | ↗39 131 | ↘39 068 | ↗39 654 |         |         |         |

## Культура
Округ не очень количественно богат учреждениями культуры. Общедоступная их часть представлена Выборгским дворцом культуры, Домом молодёжи «Форпост» с одним филиалом и Государственной филармонией для детей и юношества под. рук. Ю. В. Томошевского, переведенной с Невского пр. в помещение бывшего кинотеатра «Спорт», клубом «Выборгская сторона», где существует значительное количество творческих коллективов. К коммерческим развлекательным учреждениям относятся появившиеся в постсоветский период концертный зал «Аврора» и шоу-холл «Атмосфера».
Культурные программы соответствующей своей тематике направленности предлагают и религиозные учреждения данной территории (см. ниже).

## Религия
Православие представлено тремя храмами, располагающимися на Б. Сампсониевском пр. (два в изначально церковных зданиях — Сампсониевский собор, церковь Св. Анны Кашинской (Церковь св. благоверной княгини инокини Анны Кашинской при подворье Кашинского Сретенского монастыря Тверской епархии) и одна в приспособленном — Церковь Николая и Александры, царственных страстотерпцев при Педиатрическом университете), и церковью Св. Иоанна Кронштадтского (Домовый храм св. прав. Иоанна Кронштадтского в Православном Центре духовного возрождения), расположенной в приспособленном для неё помещении здания советской постройки. К христианским же организациям, но западного происхождения относится молодёжная ИМКА (YMCA), представленная в том же здании отделением «ИМКА-Лесная» Иудаизм представлен Еврейским культурным центром «МАОР» в здании восстановленной на деньги религиозных благотворительных организаций после сильного пожара бывшей государственной общеобразовательной школы № 123, которую перевели после пожара в соседний квартал в здание бывшего ПТУ.

## Инфраструктура

### Жилой фонд
Жилищный фонд округа преимущественно старый: в южной части много доходных домов дореволюционной постройки, а в северной панельные дома, кирпичные хрущёвки, сталинки, а также поздние переходные сталинки 1955—1959 годов постройки (уже без архитектурных излишеств и с маленькими кухнями, но ещё с раздельными санузлами и высокими потолками). На севере района преобладают сталинки, юг района не обустроен и выглядит непрезентабельно в связи с близостью к промышленной «серой» зоне, находящейся вдоль Выборгской набережной. Округ испытывал недостаток в дошкольных учреждениях, но в 2010—2012 гг. в Выборгском районе было построено и сдано пять детских садов, что частично сняло вопрос. Коммерческая инфраструктура района развита слабо, особенно в глубине округа.

### Здравоохранение
Государственная медицина городского подчинения представлена двумя амбулаторными лечебными учреждениями. Взрослое население обслуживается поликлиникой номер 13 на Тобольской улице в окрестностях станции метро Выборгская (современное официальное название - поликлиническое отделение номер 13 поликлиники номер 14, расположенной в соседнем округе района Светлановском в окрестностях площади Мужества. Детская поликлиника номер 23 (сейчас официально Детское поликлиническое отделение № 23 Детской городской поликлиники № 11) находится на Большом Сампсониевском проспекте в приспособленном помещении с конца 1980-х годов после её реорганизации и переезда: до того она была в составе клинической больницы Педиатрического института и занимала специально построенное для неё и женской консультации здание в двух кварталах за станцией метро Лесная по улице Александра Матросова, 22, куда переехала из небольшого помещения на территории института. В конце 1980-х в здании на улице Матросова при институте из персонала поликлиники был организован Консультативно-диагностический центр, а врачам и медсёстрам был дан выбор либо сохранить свой участок и перейти на работу в новую городскую детскую поликлинику под прежним номером 23, получившую новый адрес, либо остаться в прежнем здании, перейдя на работу в КДЦ с повышением квалификации или получением новой специализации.
Федеральная медицина представлена клиническими больницами Военно-медицинской академии Министерства обороны РФ и детской Педиатрического университета. При обоих есть амбулаторные подразделения.